# The Strange House
The Strange House (яп. 変な家 Хэнна иэ, «Странный дом») — японская манга в жанре хоррор, основанная на одноимённом романе писателя Укэцу. Манга публикуется с 25 января 2023 года в онлайн-журнале Comic Howl издательства Ichijinsha.

## Сюжет
Писатель, специализирующийся на оккультных историях, получает от знакомого планировку необычного дома. На первый взгляд, здание кажется обычным, но в нём обнаруживаются странные архитектурные решения: комната без окон, потайные проходы и нелогичное расположение помещений. Заинтересовавшись, писатель вместе с архитектором Курихарой начинает расследование, которое приводит их к жутким открытиям.

## Персонажи
Укэцу (яп. 雨穴) — писатель, специализирующийся на оккультных историях
Янаока (яп. 柳岡) — знакомый Укэцу, который подумывал купить дом со странной планировкой.
Курихара (яп. 栗原) — архитектор.

## Медиа

### Манга
Манга, основанная на одноимённом романе писателя Укэцу, выпускается в цифровом формате в журнале Comic Howl издательства Ichijinsha. По состоянию на октябрь 2024 года главы манги были собраны в четыре танкобона. Англоязычная версия лицензирована издательством Seven Seas Entertainment.

### Игровой фильм
В марте 2024 года вышел игровой фильм по роману The Strange House. Продюсером стала студия Toho, режиссёром — Дзюнъити Исикава, а сценаристом — Кентаро Усио. Премьера фильма состоялась в кинотеатрах Японии марта 2024 года, собрав за первые три дня около 474 миллиона иен.

## Восприятие
В рейтинге комиксов «Minna ga Erabu!! Denshi Comic Taishō 2024» 2024 года The Strange House заняла призовое место место в категории сэйнэн.
К октябрю 2024 года тираж манги превысил 1,8 миллиона экземпляров.